# Ma Baker
Ma Baker è una canzone del gruppo disco Boney M., pubblicata come singolo nel 1977. Fu il primo singolo del loro secondo album Love for Sale e il loro terzo singolo consecutivo a raggiungere il primo posto nella classifica di vendite in Germania. La canzone ha avuto un enorme successo in Europa, in cima alle classifiche in molti paesi.

## Descrizione
L'assistente di Frank Farian, Hans-Jörg Mayer, scoprì una famosa canzone folkloristica tunisina, "Sidi Mansour" durante le vacanze, e riscrisse la canzone in una traccia disco.
I testi di Fred Jay sono stati ispirati dalla storia della leggendaria fuorilegge Ma Barker degli anni trenta, sebbene il nome sia stato cambiato in "Ma Baker" perché "suonava meglio".
Ma Baker ha una struttura ritmica simile alla precedente hit dei Boney M., Daddy Cool, con un'alternanza tra una voce maschile parlata e le voci femminili di risposta.
Frank Farian ha ri-registrato la canzone con i Milli Vanilli nel 1988. La versione dei Boney M. è stata remixata nello stesso anno, nel 1993 e ancora nel 1998. Il brano ha ricevuto diverse cover da vari artisti. Le voci del coro "ma ma ma ma" sono state anche campionate in Poker Face di Lady Gaga.

## Classifiche

### Classifiche settimanali
| Classifica (1977)        | Posizione massima |
| ------------------------ | ----------------- |
| Australia                | 5                 |
| Austria                  | 1                 |
| Belgio (Fiandre)         | 1                 |
| Belgio (Vallonia)        | 1                 |
| Canada                   | 50                |
| Europa                   | 1                 |
| Finlandia                | 2                 |
| Francia                  | 1                 |
| Germania                 | 1                 |
| Irlanda                  | 4                 |
| Italia                   | 3                 |
| Messico                  | 1                 |
| Norvegia                 | 1                 |
| Nuova Zelanda            | 2                 |
| Paesi Bassi              | 1                 |
| Regno Unito              | 2                 |
| Spagna                   | 1                 |
| Stati Uniti              | 96                |
| Stati Uniti (dance club) | 31                |
| Sudafrica                | 2                 |
| Svezia                   | 1                 |
| Svizzera                 | 1                 |

### Classifiche di fine anno
| Classifica (1977) | Posizione |
| ----------------- | --------- |
| Australia         | 24        |
| Austria           | 3         |
| Belgio (Fiandre)  | 1         |
| Francia           | 8         |
| Germania          | 2         |
| Italia            | 26        |
| Nuova Zelanda     | 21        |
| Paesi Bassi       | 2         |
| Regno Unito       | 15        |
| Spagna            | 10        |
| Svizzera          | 7         |